# Església de San Juan de Rabanera
L'església de San Juan de Rabanera és un monument romànic a la ciutat de Sòria de la regió de Castella i Lleó a Espanya. Data de la fi del segle xii, té una planta de creu llatina d'una sola nau i transsepte amb la mateixa altura, amb típiques absidioles i cúpula, amb una clara influència de l'arquitectura catalana. El nom prové de veïns de Rabanera del Campo, un veïnat de Cubo de la Solana que van repoblar la zona entre 1109 i 1119.
Parcialment restaurada, i lamentablement desvirtuada per diversos afegits de capelles i sagristies que transcendeixen a les façanes, l'únic original que es veu des de l'exterior és el magnífic absis, l'astial sud del transsepte i una porta cega que s'obria també al mur sud. L'església té una supèrbia portalada, però no és pròpia sinó cedida. En efecte, davant de l'estat de ruïna irreversible en la qual es trobava l'església de sant Nicolau de la mateixa ciutat, es va decidir el 1908 traslladar-ne la portada a l'església de San Juan de Rabanera on avui lluu. Consta de quatre arquivoltes llises, excepte la interior, que recolzen sobre capitells decorats amb escenes pertanyents al Nou Testament (els quatre de l'esquerra) i relatius a la vida de sant Nicolau (els de la dreta). El timpà, de tasca molt meritòria, representa un grup de set figures de les quals la central és la de sant Nicolau en posició sedent. Aquesta portada pot ser de principi del segle xiii.

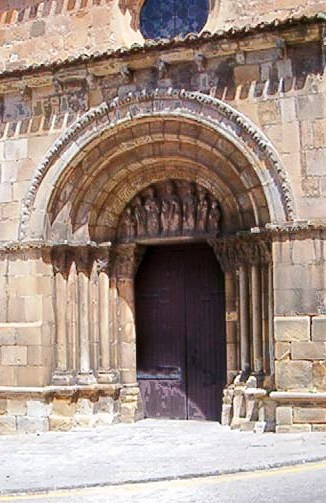
Portada de San Juan de Rabanera

L'absis forma un hemicicle d'original aspecte extern, no se'n coneix cap altre de similar a la península ibèrica. Té una interessant decoració de motius vegetals i dues obertures apuntades, d'influència islàmica. Té tres pilastres adossades, a tall de contraforts, que són llisses de secció rectangular en el tram inferior fins a la imposta baquetonada que corre per sota de les finestres, i estriades d'igual secció en el tram superior fins a la cornisa. Contràriament a l'habitual, en posició central no hi ha cap finestra, sinó una de les pilastres que es comporta com a eix de simetria respecte al qual es distribueixen les altres dues pilastres i les dues finestres, aquestes de mig punt amb arquivolta exterior de baquetones i interior de lòbuls i estries. Quatre pseudofinestres cegues, dos en cada costat, graciosament decorades completen l'arcuació d'aquest singular absis.
El cobriment del temple s'efectua per voltes: gallonada la de l'absis, de canó apuntat la del presbiteri, també de mig canó apuntat la dels braços del transsepte, i sobre trompes la de la cúpula del creuer.